# Fondo Rosenwald
El Fondo Rosenwald (también conocido como Fundación Rosenwald, Fondo Julius Rosenwald y Fundación Julius Rosenwald) fue establecido en 1917 por Julius Rosenwald y su familia para el «bienestar de la humanidad». Rosenwald se convirtió en copropietario de Sears, Roebuck and Company en 1895, siendo su presidente desde 1908 hasta 1922 y presidente de su junta directiva hasta su muerte en 1932.

## Historia
A diferencia de otras fundaciones que fueron diseñadas para financiarse a perpetuidad, el Fondo Rosenwald fue diseñado para gastar todos sus fondos con fines filantrópicos antes de una «fecha de expiración» predeterminada. Donó más de $70 millones a escuelas públicas, colegios y universidades, museos, organizaciones benéficas judías e instituciones negras antes de que los fondos se agotaran por completo en 1948.
El programa de construcción de escuelas rurales para niños afroestadounidenses fue uno de los programas más importantes administrados por el Fondo Rosenwald. Más de 4,4 millones de dólares en fondos de contrapartida estimularon la construcción de más de 5.000 escuelas unitarias  (y otras más grandes), así como tiendas y casas de maestros, principalmente en el sur estadounidense, donde las escuelas públicas estaban segregadas y las escuelas negras habían carecido de financiación crónica. Esto fue particularmente así después de la privación de derechos de la mayoría de los negros del sistema político en los estados del sur a principios del siglo XX. El Fondo requería que las juntas escolares blancas aceptaran operar tales escuelas y coordinar fondos de contrapartida, además de requerir que las comunidades negras recaudaran fondos o donaran propiedad y mano de obra para construir las escuelas. Estas escuelas, construidas según los modelos diseñados por los arquitectos del Instituto Normal e Industrial de Tuskegee (ahora conocida como Universidad de Tuskegee), se conocieron como "Escuelas de Rosenwald". En algunas comunidades, las estructuras supervivientes se han conservado y reconocido como hitos por su carácter histórico y significado social. El Fideicomiso Nacional para la Preservación Histórica los ha clasificado como Tesoros Nacionales.
El Fondo Rosenwald también otorgó becas directamente a artistas, escritores, investigadores e intelectuales afroamericanos entre 1928 y 1948. El líder de los derechos civiles Julian Bond, cuyo padre recibió una beca Rosenwald, ha calificado la lista de beneficiarios como "Quién es quién de la América negra en las décadas de 1930 y 1940". Se desembolsaron cientos de subvenciones a artistas, escritores y otras figuras culturales, muchas de las cuales se hicieron prominentes o ya lo eran, incluidos los fotógrafos Gordon Parks Jr., Elizabeth Catlett, Marion Palfi, los poetas Claude McKay, el Dr. Charles Drew, Augusta Savage, la antropóloga y bailarina Katherine Dunham, la cantante Marian Anderson, la platera Winifred Mason, los escritores Ralph Ellison, W. E. B. Du Bois, James Weldon Johnson, los psicólogos Kenneth y Mamie Clark, el dermatólogo Theodore K. Lawless, y los poetas Langston Hughes, Maya Angelou y Rita Dove. Las becas de alrededor de $1,000 a $2,000 se otorgan anualmente a los solicitantes y generalmente están diseñadas para ser de duración indefinida; la Fundación solicitó, pero no exigió, a los beneficiarios que informaran sobre lo que lograron con el apoyo.
En 1929, el Fondo Rosenwald financió un programa piloto de tratamiento de sífilis en cinco estados del sur. El proyecto Rosenwald hizo hincapié en localizar a las personas con sífilis y tratarlas durante una época en que la sífilis estaba muy extendida en las comunidades afroestadounidenses pobres. El Fondo terminó su participación en 1932, debido a la falta de fondos estatales de contrapartida (el Fondo requería que las jurisdicciones contribuyeran a los esfuerzos para aumentar la colaboración en la resolución de problemas). Después de que el Fondo dejó de participar, el gobierno federal decidió hacerse cargo de la financiación y cambió su misión a un estudio no terapéutico. El infame Experimento Tuskegee comenzó más tarde ese año, rastreando el progreso de la enfermedad no tratada y se aprovechó de los participantes pobres al no informarles completamente de sus limitaciones. Incluso después de que la penicilina fuera reconocida como un tratamiento aprobado para esta enfermedad, los investigadores no trataron a los participantes del estudio.